# Vladimir Vassiliev
Ne doit pas être confondu avec Vladimir Abdoulaïevitch Vassiliev.
Pour les articles homonymes, voir Vassiliev.
Œuvres principales
Soliste de Spartacus
Scènes principales
Théâtre Bolchoï
Vladimir Viktorovitch Vassiliev (en russe : Владимир Викторович Васильев), né à Moscou le 18 avril 1940, est un danseur, chorégraphe et directeur de ballet russe. 

## Les débuts
Vladimir Vassiliev entre à l'Académie chorégraphique d'État de Moscou en 1949, à l'âge de 9 ans. Il suit toute la formation de l'école de danse du Théâtre Bolchoï qui dure neuf ans, et sort diplômé en 1958.

## Danseur étoile du Ballet du Bolchoï
En 1958, à 18 ans, il rejoint le Ballet du Bolchoï  où il rencontre Rudolf Noureev. 
Vladimir Vassiliev est nommé danseur étoile du Ballet du Bolchoï en 1959. 

## Style
Durant sa carrière, Vladimir Vassiliev contribuera de manière importante au développement et à la reconnaissance de la danse classique masculine, souvent laissée en retrait par rapport au travail de la ballerine. Sa danse très énergique et l'amplitude de ses sauts en feront à ce sujet un interprète privilégié de Spartacus. 
Il est cité par des danseurs et chorégraphes célèbres comme une référence ou une inspiration. Fedor Lopoukhov considérait Vladimir Vasiliev comme un « dieu de la danse, un miracle d'art et de perfection ». Mathias Heymann, étoile du Ballet de l'Opéra national de Paris déclare s'inspirer fréquement de vidéos de Rudolf Noureev, Vladimir Vassiliev et Mikhaïl Barychnikov, danseurs exceptionnels qu'il aime beaucoup.

## Sur scène avec Ekaterina Maximova
Médaillé d'or au Concours international de ballet de Varna, Vladimir Vassiliev débute sous l'égide de Iouri Grigorovitch, alors directeur de la compagnie, une carrière internationale, souvent aux côtés de sa femme, la prima ballerina Ekaterina Maximova.
Vladimir Vassiliev et Ekaterina Maximova restent mariés pendant 50 ans, jusqu'à la mort d'Ekaterina Maximova en 2009.
Ils tiennent les premiers rôles dans les nombreuses créations de Iouri Grigorovitch (La Fleur de Pierre dans lequel Vladimir Vassiliev fait ses débuts d'étoile en 1959, L'Âge d'or, Ivan le Terrible, Spartacus…) et triomphent aussi bien en URSS qu'à l'Occident. 
Le fameux chorégraphe Maurice Béjart crée pour lui le ballet Petrouchka (1977), alors que le danseur est à l'apogée de carrière et qu'il a déjà dansé avec des partenaires aussi renommées que Galina Oulanova (avec laquelle il remporte un franc succès dans Giselle, en 1964), Maïa Plissetskaïa, Alicia Alonso ou encore Carla Fracci.
Parallèlement, Vladimir Vassiliev et Ekaterina Maximova tournent dans La Traviata de Franco Zeffirelli (1983), ainsi que dans Katia et Volodia de Dominique Delouche (1989). Vassiliev est également assistant directeur pour Dersou Ouzala d'Akira Kurosawa (1975).

## Chorégraphe
Intéressé par la chorégraphie, il s'attelle dès 1971 à la création d'un Icare qu'il reprendra cinq ans après. Plus tard, il créera ses propres versions de Macbeth (1980), de Giselle et du Lac des cygnes. En 1986, il est à l'origine du ballet Aniouta.

## Directeur du Ballet du Bolchoï
De 1995 à 2000, Vladimir Vassiliev remplace Iouri Grigorovitch à la direction du Ballet du Bolchoï et élargit le répertoire à de nouveaux chorégraphes, à l'instar de John Cranko. 
C'est Vladimir Vassiliev qui en 1999 entame la collaboration avec le Ballet de l'Opéra national de Paris. Cela a pour conséquence que Svetlana Zakharova et Evguenia Obraztsova deviennent des stars mondiales.
Vladimir Vassiliev a reçu de la France l'ordre national du Mérite en 1999.
Par la suite, Pierre Lacotte devient chorégraphe invité du Ballet du Bolchoï. Sur la scène du théâtre Bolchoï, il y des représentations des Trois Mousquetaires, Giselle et Marco Spada avec comme danseurs étoiles comme Mathias Heymann, Mathieu Ganio, Dorothée Gilbert ou Marie-Agnès Gillot, alors que La Sylphide est interprétée par Evguenia Obraztsova et Mathias Heymann au Palais Garnier à Paris.
Démis de ses fonctions par Vladimir Poutine le 28 août 2000, Vladimir Vassiliev apprendra la nouvelle par la radio.

## Poète et peintre
Vassiliev compose des poèmes. Il publie en 2001 un recueil de poésies intitulé « La Chaîne des jours ». Il peint également et une dizaine d'expositions personnelles de ses œuvres se sont tenues à Moscou, Saint-Pétersbourg et d'autres villes de Russie.

## Président du jury du Concours de ballet de Varna
En 2014, Vladimir Vassiliev est le président du jury du Concours international de ballet de Varna.

## Récompenses
- 1959 : Festival de la jeunesse, Vienne (médaille d'or)[4]
- 1964 : Concours de ballet de Varna (médaille d'or)

## Distinctions
- Prix Nijinski : 1964
- Prix du Komsomol : 1968
- Prix Lénine : 1970
- Ordre de Lénine : 1976
- Prix d’État de l'URSS : 1977
- Ordre de l'Amitié des peuples : 1981
- prix des frères Vassiliev : 1984
- Ordre du Drapeau rouge du Travail : 1986
- Turandot de cristal : 1991
- Ordre national du Mérite : 1999
- Médaille Picasso de l'UNESCO : 2000
- Ordre du Mérite pour la Patrie : 2000, 2008
- Grand-croix de l'Ordre national de la Croix du Sud : 2004

## Filmographie
- « Katia et Volodia: : une portrait en danse » avec Ekaterina Maximova et Vladimir Vassiliev, film de Dominique Delouche, 58 min, 1988[5],[6]